# Wer erschoss Otto Müller?
Wer erschoss Otto Müller? (Originatitel: Kes tappis Otto Mülleri?) ist eine estnische Krimiserie aus dem Jahr 2022.

## Inhalt
Am 65. Geburtstag von Otto Müller versammelt sich seine Familie in seinem Anwesen. Während der Feierlichkeiten wird Otto erschossen aufgefunden. Die beiden Detectives Gabriel Vanem und Agnes Maramaa übernehmen die Ermittlungen und verhören die acht anwesenden Familienmitglieder, von denen jeder ein Motiv zu haben scheint. Im Verlauf der Befragungen offenbaren sich komplexe familiäre Beziehungen, Geheimnisse und Intrigen, die die Ermittler vor Herausforderungen stellen.

## Besetzung und Synchronisation
Die deutsche Synchronisation entstand bei der A. R. Audio Resort Germany GmbH unter der Dialogregie von Oliver Rickenbacher und Holger Güttersberger sowie nach einem Dialogbuch von Maria Schröder, Lisa Marie Becker und Holger Güttersberger.
| Rolle         | Schauspieler     | Deutsche Sprecher      |
| ------------- | ---------------- | ---------------------- |
| Otto Müller   | Jaan Rekkor      | Erich Räuker           |
| Gabriel Vanem | Tambet Tuisk     | Thomas Arnold          |
| Agnes Maramaa | Doris Tislar     | Vera Bunk              |
| Oskar         | Mait Malmsten    | Patrick Giese          |
| Oliver        | Märt Avandi      | Jaron Löwenberg        |
| Monika        | Evelin Võigemast | Sabine Falkenberg      |
| Robert        | Theodor Tabor    | Richard Lingscheidt    |
| Reeli         | Tiina Tauraite   | Greta Galisch de Palma |
| Marleen       | Karmel Naudre    | Vivien Gilbert         |
| Anneken       | Hilje Murel      | Agnes Hilpert          |
| Merle         | Liina Tennosaar  | Sabine Walkenbach      |

## Produktion
Wer erschoss Otto Müller? wurde von Viaplay produziert Die Dreharbeiten fanden in der Nähe von Tallinn statt. Seine Premiere feierte die Serie am 9. September 2022. In Deutschland wurde es am 29. Mai 2023 in der MagentaTV Megathek veröffentlicht.
Die Serie gewann bei den Internationalen Filmfestspielen von Genf 2022 eine Auszeichnung als „Beste internationale Serie“.

## Episodenliste
| Nr. (ges.) | Nr. (St.) | Deutscher Titel | Originaltitel          | Erstausstrahlung Estland | Deutschsprachige Erstveröffentlichung (D/A/CH) |
| ---------- | --------- | --------------- | ---------------------- | ------------------------ | ---------------------------------------------- |
| 1          | 1         | Folge 1         | Kadunud poeg           | 9. Sep. 2022             | 29. Mai 2023                                   |
| 2          | 2         | Folge 2         | Paremuselt teine       | 9. Sep. 2022             | 29. Mai 2023                                   |
| 3          | 3         | Folge 3         | Tuul ja torm           | 16. Sep. 2022            | 29. Mai 2023                                   |
| 4          | 4         | Folge 4         | Kuni surm meid lahutab | 23. Sep. 2022            | 29. Mai 2023                                   |
| 5          | 5         | Folge 5         | Cinderella             | 30. Sep. 2022            | 29. Mai 2023                                   |
| 6          | 6         | Folge 6         | Hingesoov              | 7. Okt. 2022             | 29. Mai 2023                                   |
| 7          | 7         | Folge 7         | Sina ei tohi           | 14. Okt. 2022            | 29. Mai 2023                                   |
| 8          | 8         | Folge 8         | Vagabond               | 21. Okt. 2022            | 29. Mai 2023                                   |